# Archirhoe
Archirhoe là một chi bướm đêm thuộc họ Geometridae.

## Các loài
- Archirhoe associata (McDunnough, 1941)
- Archirhoe indefinata (Grossbeck, 1907)
- Archirhoe multipunctata (Taylor, 1906)
- Archirhoe neomexicana (Hulst, 1896)